# Ausgewählte Akten Persischer Märtyrer
Ausgewählte Akten Persischer Märtyrer ist eine Sammlung von Märtyrerakten aus Persien. Oskar Braun veröffentlichte die Übersetzungen aus dem Griechischen als einen Band der Reihe Bibliothek der Kirchenväter 1915 in Kempten. Es enthält biographisches Material zu verschiedenen Märtyrern und Heiligen.

## Inhalt
Es handelt von den folgenden Personen:
- Schâpûr, Bischof von Bêt Nikâtôr; Isaak, Bischof von Karkâ de Bêt Slôk; Ma'nâ; Abraham und Simon, verurteilt in Bêt Pârsâjê; ihre Reliquien wurden in Edessa aufbewahrt.
- Mâr Simon, Katholikos der orientalischen Kirche; Gadjahb und Sâbinâ, Bischöfe von Bêt Lâpat; Johannan, Bischof von Hôrmizd Ardaschîr; Bôlida', Bischof von Prât de Maischân; Johannan, Bischof von Karkâ de Maischân; sowie siebenundneunzig Priester und Diakone; der Obereunuch Gûhaschtazâd, Titel: Arzabed; Karogbed Pûsai, Werkmeister und seine Tochter.
- Pûsai, Goldsticker, Vorsteher der Gemeinde und Marta, seine Tochter
- Azad, ein Eunuch, Freund des Gûhaschtazâd
- Amarjâ und Mekkajjemâ, die zu den ersten Bischöfen von Bêt Lapät gehörten; der Priester Hôrmîzd aus der Stadt Schûschter;
- Tarbô, eine "Bundestochter" und Genossinnen
- Schâdôst, Bischof in Seleucia und Ktesiphon und hundertachtundzwanzig Märtyrer
- einhundertundelf Männer und Frauen; Jazdândôcht, eine reiche Frau aus Arbel, die auch im Martyrium von ‘Akebsohemâ und Genossen erwähnt wird.
- Katholikos Barba'schmin und sechzehn Gefährten
- Jakob, der Priester des Dorfes Tellä Schallilä und seine Schwester Maria
- Die Bundestöchter Tekla, Maria, Marta, Maria und Emmi (Ἐμμεείμ) aus dem Dorf Kaschâz
- Bischof Heliodor, die greisen Priester Dausâ und Mârjahb aus  Bêt Zabdai
- Bischof 'Akebschemâ, Priester Joseph und Diakon Aitillâhâ aus Hnaitâ; der Name ihres Dorfes war Pakâ; Pâpâ Bâdôkâ;
- Mâr ‘Abdâ, Bischofs von Hôrmîzd Ardaschîr; Priester Hâschû und Isaak; Schreibers Aprem; Hypodiakons Pâpâ; Dâdûk und Dûrtân und Pâpâ, Bruder des heiligen Mâr ‘Abdâ.
- Bundessohn Narsê aus Bêt Râzîkâjê, Schâpûr, ein Freund des seligen Narsê und Adârparwâ
- Mâr Jakob, der Zerschnittene, aus der Stadt Bêt Lâpat (Im Jahre 732 Alexanders, dem zweiten Jahre des Perserkönigs Warahrân: ~ 421 n. Chr.)
- Pêrôz aus Bêt Lâpat
- Jakob, Sekretär des Königs in Seleucia und Ktesiphon
- Mâr Johannan, Bischof von Karkâ de Bêt Slôk; Isaak bar Hôrmîzdgerd; Ardaschîr bar Arzanjâ; Abraham;
- Aba I., Katholikos
- Mâr Gîwargîs (Georg), Mönch, Bekenner und gekrönter Märtyrer
- Simon von Bet-Titta

Die Ereignisse spielen zur Zeit der Könige Schâpûr, Jezdegerd I. und überspannen einen Zeitraum von ca. 100 Jahren. Hauptgegner sind die Mobeds, zum Beispiel Môpêt Adârbôzi, Mihrschâpûr, Tahmjezdegerd
Ausnahmsweise stirbt ein Bischof friedlich: Bischof Schâpûrbarâz von Karkâ de Bêt Slôk.
Als Verfasser tritt Rabban Mâr Bâbai, der Abt auf dem Berge Izalâ auf (S. 221). Im Nachwort zählt er weitere Heiligenviten auf, die er vor 30 Jahren verfasst hat: Abraham von Kaschkar, der Gründer des Klosters auf dem Izalâ; sein Nachfolger Dâdischô' aus Bêt Dârâjê; der Priester Johannan aus Marga und Râmischô' aus Kaschkar; der Priester und Abt Daniel aus Babel; der Märtyrer Gîwargîs; der Metropolit Gregor von Nisibis.

## Ausgabe
- Ausgewählte Akten persischer Märtyrer. Mit einem Anhang: Ostsyrisches Mönchsleben Aus dem Syrischen übers. von Oskar Braun. (Bibliothek der Kirchenväter, 1. Reihe, Band 22) J. Kösel, Kempten – München 1915.